# Finyl Vinyl
Finyl Vinyl – dwupłytowy album-kompilacja z nagraniami ze stron B singli oraz koncertowymi, zespołu Rainbow zarejestrowanymi w latach 1978-1984, wydany w 1986 roku. W programie albumu znalazły się także trzy nagrania studyjne: "Jealous Lover" i instrumentalny "Weiss Heim" zarejestrowane podczas sesji do albumu Difficult to Cure, oraz "Bad Girl", odrzut z sesji do albumu Down to Earth. Album prezentuje wiele różnych wcieleń zespołu z udziałem takich muzyków jak: Ritchie Blackmore – założyciel zespołu i jego członek przez wszystkie lata działalności, Ronnie James Dio, Cozy Powell, Graham Bonnet, Roger Glover, Joe Lynn Turner, Don Airey i innych. Płyta została wydana w dwa lata po pierwszym rozpadzie Rainbow.
Utwory pochodzą z koncertów:
- w The Omni w Atlancie – 1978
- z koncertu The Monsters Of Rock Festival w Donnington w Anglii – 1980,
- w The Nassau Coliseum w Uniondale w Nowym Jorku –  1981,
- w The Convention Center w San Antonio w Teksasie – 1982,
- oraz z ostatniego koncertu grupy, który odbył się w marcu 1984 roku w The Tokyo Budokan w stolicy Japonii Tokio.

## Lista utworów

### CD 1
| 1. | "Spotlight Kid" (Ritchie Blackmore, Roger Glover)                          | 6:03  |
|    | - Nagrywane w The Tokyo Budokan, 1984                                      |       |
| 2. | "I Surrender" (Russ Ballard)                                               | 5:42  |
|    | - Nagrywane w The Tokyo Budokan, 1984                                      |       |
| 3. | "Miss Mistreated" (Joe Lynn Turner, Blackmore, David Rosenthal)            | 4:20  |
|    | - Nagrywane w The Tokyo Budokan, 1984                                      |       |
| 4. | "Street of Dreams" (Turner, Blackmore)                                     | 4:54  |
|    | - Nagrywane w The Tokyo Budokan, 1984                                      |       |
| 5. | "Jealous Lover" (Turner, Blackmore)                                        | 3:10  |
|    | - Nagranie studyjne, 1981 – strona B singla "Can't Happen Here"            |       |
| 6. | "Can't Happen Here (Blackmore, Glover)                                     | 4:14  |
|    | - Nagrywane w The Nassau Coliseum, Uniondale, NY, 1981                     |       |
| 7. | "Tearin' Out My Heart" (Turner, Blackmore, Glover)                         | 8:05  |
|    | - Nagrywane w The Convention Center, San Antonio, TX, 1982                 |       |
| 8. | "Since You Been Gone" (Ballard)                                            | 3:45  |
|    | - Nagrywane w The Monsters Of Rock Festival, Donnington, England, 1980     |       |
| 9. | "Bad Girl" (Blackmore, Glover)                                             | 4:51  |
|    | - Nagranie studyjne (odrzut), 1979 – strona B singla "Since You Been Gone" |       |
|    |                                                                            | 45:04 |
|    |                                                                            |       |

### CD 2
| 10. | "Difficult to Cure" (Instrumentalny) (Ludwig van Beethoven; aranżacja Blackmore, Glover, Don Airey) | 11:13 |
|     | - Nagrywane w The Tokyo Budokan, 1984                                                               |       |
| 11. | "Stone Cold" (Turner, Blackmore, Glover)                                                            | 4:28  |
|     | - Nagrywane w The Convention Center, San Antonio, TX, 1982                                          |       |
| 12. | "Power (Turner, Blackmore, Glover)                                                                  | 4:27  |
|     | - Nagrywane w The Convention Center, San Antonio, TX, 1982                                          |       |
| 13. | "Man On The Silver Mountain" (Ronnie James Dio, Blackmore)                                          | 8:18  |
|     | - Nagrywane w The Omni, Atlanta, GA, 1978                                                           |       |
| 14. | "Long Live Rock 'n' Roll (Dio, Blackmore)                                                           | 7:07  |
|     | - Nagrywane w The Omni, Atlanta, GA, 1978                                                           |       |
| 15. | "Weiss Heim" (Instrumentalny)(Blackmore)                                                            | 5:12  |
|     | - Nagranie studyjne, 1981 – strona B singla "All Night Long"                                        |       |
|     | | 40:45 |
|     | |       |

## Informacje dodatkowe
- Informacje na wydaniu LP mylnie podają, że w utworze "Weiss Heim" na perkusji grał Bobby Rondinelli, kiedy faktycznie grał w nim Cozy Powell;
- Utwór "Difficult to Cure" pochodzi z ostatniego japońskiego koncertu w roku 1984 i prezentuje pełny akompaniament orkiestry;
- Utwór "Man on the Silver Mountain" zawiera zmiksowane gitary;
- Oryginalne podwójne wydanie winylowe nie zawiera utworu "Street of Dreams", chociaż znajduje się on w wersji kasetowej;
- Pierwsze wydanie singlowe CD nie zawiera utworów "Street of Dreams" oraz "Tearin' Out My Heart". Utwory te wraz z oryginalną szatą graficzną zostały przywrócone na zremasterowanym dwupłytowym wydaniu CD.

## Muzycy
- Śpiew: Joe Lynn Turner (1-7, 11-12), Graham Bonnet (8-9), Ronnie James Dio (13-14)
- Gitara: Ritchie Blackmore (wszystkie)
- Gitara basowa: Roger Glover (wszystkie, z wyjątkiem 13 i 14), Bob Daisley (13-14)
- Perkusja: Chuck Burgi (1-4, 10), Bobby Rondinelli (5-7, 11-12,), Cozy Powell (8-9, 13-15)
- Instrumenty klawiszowe: David Rosenthal (1-4, 7, 10-12), Don Airey (5-6, 8-9, 15), David Stone (13-14)
- Śpiew towarzyszący: Lin Robinson i Dee Beale
- Takashi Hiroi – dyrygent orkiestry (10)